# Hans Seifert (Politiker)

Hans Seifert

Hans Seifert (* 2. Oktober 1889 in Limbach; † 4. Oktober 1948 im Speziallager Nr. 2 Buchenwald) war ein deutscher Politiker (NSDAP). 

## Leben
Seifert besuchte von 1895 bis 1903 die Volksschule in Limbach und anschließend die dortige Kaufmännische Fortbildungsschule. Von 1908 bis 1910 leistete er seinen Wehrdienst und nahm von 1914 bis 1918 am Ersten Weltkrieg teil. 1922 wurde er Stadtverordneter in Limbach. Ein Jahr später trat er in die NSDAP ein.
Am 27. Januar 1932 wurde er zum SA-Standartenführer und am 9. November 1937 zum SA-Oberführer ernannt. Er wurde Gauamtsleiter, SA-Oberführer und Leiter der Gauschulungsburg auf Schloss Augustusburg sowie ab 29. März 1936 Reichstagsmitglied.
1942 war er außerdem Bereichsfachwart der Sachsenturner.

## Publikationen
- SA-Sport. Praktische Beispiele für die SA- und SS-Verbände zur Ausübung planmäßiger und angewandter Leibesübung. Hilfsbuch für den Betrieb des Wehrturnens in den Vereinen. Limpert Verlag, Dresden 1933.
- Amtswalter-Körperschulung. Praktische Beispiele zur Ausübung planmäßiger und angewandter Leibesübung. Limpert Verlag, Dresden 1933.